# Condado de San Juan (Florida)
El condado de San Juan (en inglés: St. Johns County) es un condado ubicado en el estado de Florida. En 2000, su población era de 123 135 habitantes.

## Historia
El condado de San Juan fue creado en 1821. Su nombre proviene de San Juan el Bautista.

## Demografía
Según el censo de 2000, el condado cuenta con 123 135 habitantes, 49 614 hogares y 34 084 familias residentes. La densidad de población es de 78 hab/km² (202 hab/mi²). Hay 58 008 unidades habitacionales con una densidad promedio de 37 u.a./km² (95 u.a./mi²). La composición racial de la población es 90.92% Blanca, 6.29% Afroamericana o Negra, 0.26% Nativa americana, 0.95% Asiática, 0.05% De las islas del Pacífico, 0.55% de Otros orígenes y 0.97% de dos o más razas. El 2,63% de la población es de origen Hispano o Latino cualquiera sea su raza de origen.
De los 49 614 hogares, en el 29,20% de ellos viven menores de edad, 56,80% están formados por parejas casadas que viven juntas, 8,90% son llevados por una mujer sin esposo presente y 31,30% no son familias. El 24,30% de todos los hogares están formados por una sola persona y 9,40% de ellos incluyen a una persona de más de 65 años. El promedio de habitantes por hogar es de 2,44 y el tamaño promedio de las familias es de 2,90 personas.
El 23,10% de la población del condado tiene menos de 18 años, el 7,00% tiene entre 18 y 24 años, el 27,60% tiene entre 25 y 44 años, el 26,40% tiene entre 45 y 64 años y el 15,90% tiene más de 65 años de edad. La edad media es de 41 años. Por cada 100 mujeres hay 94,50 hombres y por cada 100 mujeres de más de 18 años hay 91,50 hombres.
La renta media de un hogar del condado es de $50 099, y la renta media de una familia es de $59 153. Los hombres ganan en promedio $40 783 contra $27 240 para las mujeres. La renta per cápita en el condado es de $28 674. 8,00% de la población y 5,10% de las familias tienen rentas por debajo del nivel de pobreza. De la población total bajo el nivel de pobreza, el 9,30% son menores de 18 y el 6,20% son mayores de 65 años.

## Ciudades y pueblos

### Incorporadas
1. Pueblo de Hastings
2. Pueblo de Marineland
3. Ciudad de St. Augustine
4. Ciudad de St. Augustine Beach

### No incorporadas
- Butler Beach
- Crescent Beach
- Fruit Cove
- Palm Valley
- Sawgrass
- St. Augustine Shores
- St. Augustine South
- Villano Beach
- St. Augustine Northwest